# Фторид неодима(III)
Фторид неодима(III) — бинарное неорганическое соединение, 
соль металла неодима и плавиковой кислоты
с формулой NdF3,
бледно-розовые кристаллы,
не растворяется в воде,
образует кристаллогидрат.

## Получение
- Действие фтористого водорода на оксид неодима(III):

{\displaystyle {\mathsf {2Nd_{2}O_{3}+6HF\ {\xrightarrow {700^{o}C}}\ 2NdF_{3}+3H_{2}O}}}
- Обменными реакциями растворимых солей неодима и фторидов щелочных металлов:

{\displaystyle {\mathsf {Nd(NO_{3})_{3}+3NaF\ {\xrightarrow {}}\ NdF_{3}\downarrow +3NaNO_{3}}}}
- Действие плавиковой кислоты на оксид или гидроксид неодима:

{\displaystyle {\mathsf {Nd_{2}O_{3}+6HF\ {\xrightarrow {}}\ 2NdF_{3}+3H_{2}O}}}
{\displaystyle {\mathsf {Nd(OH)_{3}+3HF\ {\xrightarrow {}}\ NdF_{3}+3H_{2}O}}}

## Физические свойства
Фторид неодима(III) образует бледно-розовые кристаллы 
гексагональной сингонии,
пространственная группа P 3c1,
параметры ячейки a = 0,7030 нм, c = 0,7200 нм, Z = 6.
Не растворяется в воде.
Образует кристаллогидрат состава NdF3•½H2O.

## Химические свойства
- Гидролизуется перегретым паром:

{\displaystyle {\mathsf {NdF_{3}+H_{2}O\ {\xrightarrow {T}}\ 2NdOF+2HF}}}
- Реагирует с щелочами:

{\displaystyle {\mathsf {NdF_{3}+3NaOH\ {\xrightarrow {}}\ Nd(OH)_{3}+3NaF}}}
- Неодим восстанавливается до металла из фторида неодима активными металлами, например, кальцием:

{\displaystyle {\mathsf {2NdF_{3}+3Ca\ {\xrightarrow {T}}\ 2Nd+3CaF_{2}}}}

## Применение
- Применяют для получения чистого неодима металлотермическим методом.
- Компонент лазерных материалов.